# 623 Chimaera
623 Chimaera
623 Chimaera là một tiểu hành tinh ở vành đai chính. Nó được K. Lohnert phát hiện ngày 22.01.1907 ở Heidelberg và được đặt theo tên núi Chimaera ở vùng Lycia (Anatolia), nơi là nguồn gốc của quái vật Chimera trong thần thoại Hy Lạp